# Кејти Сакоф
Кетрин Ен Кејти Сакоф (енгл. Kathryn Ann „Katee” Sackhoff, рођена 8. априла 1980) позната је по улози Каре Старбак Трејс у Сајфајовој телевизијској серији Battlestar Galactica. Номинована је 2003. за Награду Сатурн, категорију „Најбоља споредна глумица у телевизијској серији“, услед свог наступа у мини-серији Battlestar Galactica. За исту улогу освојила је Награду Сатурн 2006. и поново била номинована 2008. Глумила је Шери Кларк у хорор трилеру Бели шум 2, као и Дејну Волш у осмој сезони телевизијске серије 24. Тренутно има главну женску улогу у А&Е-јевој серији Longmire, у којој игра шерифову заменицу Вик Морети.

## Детињство
Кејти Сакоф је рођена у Портланду у држави Орегон, али је одрасла у Сент Хеленсу у истој држави. Њена мајка Мери била је програмски координатор за подучавање енглеског као другог језика, а отац Денис је грађевинар. Кејтин брат Ерик је сувласник радионице за модификацију возила, која се налази близу Портланда. Сакофова је завршила Средњу школу Сансет у Бивертону 1998. Пропливала је као дете и планирала у средњој школи да постане професионални пливач, али је онда озледила десно колено. Зато је почела вежбати јогу, коју тренира и данас, а у то доба се озбиљније заинтересовала и за глуму.

## Каријера
На почетку је наступила у Лајфтајмовом филму Fifteen and Pregnant, где је глумила тинејџерку са бебом. Тај филм је охрабрио Сакофову да се пресели у Холивуд и настави глумачку каријеру. Играла је Ени у МТВ-јевој серији Undressed, тада већ у повременој улози, потом добија споредну као Нел Бикфорд у серији The Education of Max Bickford. У биоскопе улази са филмом My First Mister, затим као Џена Џен Данзиг у филму Ноћ вештица: ускрснуће.
Кејти Сакоф је постала позната као Кара Старбак Трејс из мини-серије и наследне ТВ серије Свемирска крстарица Галактика. За свој наступ освојила је 2005. Награду Сатурн у категорији „Најбоља споредна глумица у телевизијској серији“. Кејтино тумачење те улоге је навело сценаристе да разраде Старбак у једног сложенијег и променљивијег лика. Галактичин извршни продуцент Роналд Д. Мур описао ју је као глумицу која успева заинтригирати публику. Други извршни продуцент Дејвид Ајк додаје: „Приметили смо једну сасвим друкчију страну, све због Кејти: рањивост, несигурност, очај. Слободније смо почели да истражујемо слабости тог лика, јер смо схватили да их Кејти може изражавати а да тиме не умањује снагу улоге.“ Сакофова каже да је утицала на њу Линда Хамилтон као Сара Конор у филму Терминатор 2: Судњи дан: „Мислим да сам њен лик углавном имала у виду, у смислу тела и снаге. Мислим да сам кренула од њеног лика и одлучила, ‘Добро, значи то отприлике мораш остварити’“. Преткрај снимања Галактике, Сакофова се почела осећати физички слабо. Убрзо по завршетку снимања, постављена јој је дијагноза рака штитне жлезде. После хируршког захвата нису јој били потребни третмани зрачењем, и рак је био у ремисији фебруара 2009. Сакофова је 2007. глумила злог киборга Сару Корвус у краткотрајној НБЦ-јевој серији Бионичка жена. Речима извршног продуцента серије Дејвида Ајка: „Представља изузетно откриће. Те глумце који умеју спојити снагу са рањивошћу — такве људе обично називају филмским звездама.“ Сакофова има главну женску улогу у научнофантастичном и акционом филму Последњи стражар, као и у натприродном трилеру Бели шум 2.
Сакофова је главни лик у Лајфтајмовом властитом филму . Гостовала је у серијама Cold Case, Ургентни центар, Ред и закон, Robot Chicken. Глумила је глас женског маринца у видео-игри Halo 3, а појављује се и у виралној промоцији за Resistance 2. Црној Мачки 2099. позајмила је глас у игри Spider-Man: Edge of Time (2011), као и Сари Есен у ДЦ-јевом цртаном филму Batman: Year One. У петој сезони серије Режи ме, наступила је у четири епизоде као нова докторка Теодора Роу. Међутим, исту улогу у шестој сезони преузима Роуз Макгауан, вероватно због неусклађених термина. Сакофова је добила главну улогу у полицијској драми Lost and Found, што ју је продуцирао Дик Вулф за НБЦ. Играла је Тесу, „неконвенционалну детективку ЛАПД-ја, која је, након препирке са својим надређенима, за казну измештена у подрум да ради на случајевима неидентификованих људи.“ Пробна епизода је снимљена у јануару 2009, али није убедила НБЦ да наручи серију. Сакофова је глумила саму себе у ЦБС-овом ситкому Штребери. У епизоди The Vengeance Formulation из 2009, Хауард Воловиц сањари о њој. Поново наступа у четвртој сезони. Сакофова је имала сталну улогу у осмој сезони серије 24, где је играла Дејну Волш, аналитичарку ЦТУ-а која скрива тајну. Фебруара 2010, прихватила је главну улогу у пробној епизоди АБЦ-јеве крими-драме Boston's Finest. АБЦ није наручио серију.
Сакофова је у главној постави акционог трилера о вукодлацима Growl. Имала је специјални наступ у епизоди Футураме под насловом „Lrrreconcilable Ndndifferences“. На јесен 2010, придружила се постави серије CSI: Crime Scene Investigation као детективка Рид, „оштроумна истражитељка којој недостаје нежност“. Играјући Рејчел, бескућницу зависну од дроге, идуће године је гостовала у епизоди ситкома Workaholics. Сакофова носи главну женску улогу у А&Е-јевој серији Longmire, која почива на романима Крејга Џонсона. Глуми шерифову заменицу Вик Морети. У филму Ридик – владар таме добила је улогу Дал, нордијске плаћенице унајмљене да пронађе Ридика, којег ће и у том филму глумити Вин Дизел. Од августа 2012, Кејти је други водитељ подкаста Schmoes Know Movies на Toadhop Network. У једној од њених првих емисија гостовао је Шон Астин.

## Приватни живот
По информацији од 3. децембра 2012, филмски продуцент Scott Niemeyer верен је за Кејти Сакоф. С њом је тада био седам година у вези.